# ادلاید متکالف
ادلاید متکالف (به انگلیسی: Adelaide Metcalfe) یک Lower-tier municipalities در کانادا است که در انتاریو واقع شده‌است.

## خصوصیات
ادلاید متکالف ۳٬۰۲۸ نفر جمعیت دارد و ۲۲۷ متر بالاتر از سطح دریا واقع شده‌است.